# Eutropis nagarjuni
Espèce
Synonymes
- Mabuya nagarjuni Sharma, 1969

Statut de conservation UICN

 NT  : Quasi menacé
Eutropis nagarjuni est une espèce de sauriens de la famille des Scincidae.

## Répartition
Cette espèce est endémique de l’État d'Andhra Pradesh en Inde.

## Publication originale
- Sharma, 1969 : Two new lizards of the genera Mabuya Fitzinger and Riopa Gray (Scincidae) from India. Bulletin of Systematic Zoology, Calcutta, vol. 1, no 2, p. 71-75.